# 吉岡世起
吉岡 世起（よしおか せいき、1988年1月5日 - ）は、日本の男性プロレスラー。熊本県熊本市出身。薬剤師。

## 来歴
両親、2人の兄は医師。小学校時代、プロレス中継のビデオを見て武藤敬司に憧れる。中学3年の時、トリプルHが大腿四頭筋断裂の重傷から復帰を目指す姿を見て衝撃を受け、プロレスラーになることを決意する。熊本県立熊本高等学校時代にはテコンドー道場に通い、技術を習得した。大学進学先は、プロレス団体兼レスラー養成ジムであり、かねてより興味を持っていたレッスルゲートに近いという理由で一浪後、岡山大学薬学部に進学。

### レッスルゲート
2007年4月、大学入学翌日からレッスルゲートに入門し2008年10月5日、レッスルゲート広島大会で本名の吉岡世起として正式デビューした。ただし、それ以前にもマスクをかぶって試合を行っていた。以降、学業とレスラーの文武両道の道を歩む。その後、リングネームをSEIKI（せいき）に改称。2011年11月には、当時レッスルゲートに所属していたSUSUMU（進祐哉）とのタッグで、プロレスリング・華激の管理するタッグ選手権である博多タッグ王座を奪取した。同王座は2012年5月にレッスルゲート所属のHANZO（中島半蔵）&ビクトリー上海に敗れるまで保持した。
また全日本プロレスが岡山・倉敷・福山などで興行を行った際、他のレッスルゲート所属選手とともに、主に前座戦線に度々参戦した。

### WRESTLE-1
薬剤師の資格を取得し、大学を卒業した2013年4月にレッスルゲート主宰のHANZOに卒業を機に、東京でプロレスラーとしての活動に専念したい意志を表明する。HANZOがかねてから親交のあるカズ・ハヤシに相談、ハヤシを通じて全日本プロレスへ連絡がいき、5月1日付けで吉岡の同団体への移籍が決定した。再び本名の吉岡世起をリングネームとし、再デビューを目標に新弟子扱いとしてトレーニングを積む。2013年6月30日に全日本を退団、7月10日にWRESTLE-1に練習生として移籍。9月15日の名古屋国際会議場大会で大和ヒロシとのシングルマッチで再デビューを果たした。WRESTLE-1所属後の2014年1月31日、後楽園ホール大会ではシングルでカズ・ハヤシから大金星を奪っている。
2014年にWRESTLE-1のエクストリームロイヤルを勝ち抜き、見事3月22日後楽園ホール大会でのTNA Xディヴィジョン王座挑戦権を獲得する。王座戦は善戦したが敗北、王者の真田聖也からは「たった2週間でこんなに変わった」と評され、WRESTLE-1の若手の中では頭一つ抜きん出た。
2015年になると、黒潮"イケメン"二郎と中之上靖文と新ユニット・ジャケッツを結成。吉岡と中之上もジャケットを着用して試合を行っていくようになり、10月10日後楽園ホール大会にてUWA世界6人タッグ王座の獲得に成功して2回の防衛に成功するも、2016年1月31日の後楽園ホール大会にてカズ・ハヤシ&田中稔&TAJIRI組を相手に敗れ、王座から陥落。その後ジャケッツは自然消滅した。
2016年12月6日に稲葉大樹・児玉裕輔・アンディ・ウー・黒潮"イケメン"二郎・藤村康平・土肥孝司・熊ゴロー（現・羆嵐）らで結成されたWRESTLE-1若手軍改め新世代ユニット・NEW ERAに加入。
ユニットとしてもシングルプレイヤーとしても徐々に頭角を現していく。
2017年3月2日、後楽園ホール大会にてMAZADAからWRESTLE-1クルーザーディビジョン王座を奪取し第7代王者となるも、翌4月19日にアンディとの防衛戦で敗れてしまい王座転落。そのアンディがまた翌月にMAZADAを相手に防衛戦で敗れ王座転落すると、ここから半年近くもの間アンディとのクルーザー王座を巡る熾烈な争いが続いて行く事となる。その後アンディが7月19日にタイトルを奪われたMAZADAへのリベンジに成功して王座奪取に成功後、9月2日の横浜文化体育館大会で第10代王者アンディとのタイトルマッチが決定。
2017年9月2日、横浜文化体育館大会にてアンディとのクルーザー王座戦を制し、第11代王者となる。2度目の王座奪取後は若手の中でも成長著しい頓所隼や、外部から参戦の土方隆司や近野剣心といった吉岡同様に蹴り技を駆使する両者との激しい蹴撃戦、2018年2月から3月にかけて行われたWRESTLE-1 CRUISER FES 2018を制した謎のマスクマン・アレハンドロらの挑戦を退け、4度の防衛に成功する。
2018年4月19日に所属していたNEW ERAのユニット解散後、クルーザー王座の次期挑戦者として名乗りを上げた児玉裕輔から度重なる挑発を受け前哨戦で激しく火花を散らすも、6月13日の後楽園ホール大会にて行われた児玉との防衛戦に敗れてしまい、約9か月保持していたクルーザー王座から転落。
2018年9月12日、J STAGE後楽園ホール大会のメインイベントにてレッスルゲート時代からの先輩・進祐哉から10年越しのシングルマッチ初勝利を挙げるが、直後に第2・第3胸椎骨挫傷及び脊柱起立筋挫傷が判明し、欠場に入る。
2018年11月23日、吉岡は後楽園ホール大会にて#STRONGHEARTSのCIMAとタッグを結成した頓所隼改めトンドコロ隼組とカズ・ハヤシ＆ペガソ・イルミナル組のタッグマッチにアレハンドロのマスクをかぶって乱入し、CIMAと共にトンドコロにトラースキックを放ちマスクを自ら脱いで正体を現すと#STRONGHEARTSへ正式加入（吉岡は、翌日のTwitterで実はかなり前から繋がってた事を呟いていた。）。同日のメインイベントで芦野祥太郎＆新井健一郎＆羆嵐のEnfants Terribles対STRONGHEARTSの6人タッグマッチに出場予定だったトアン・イーナンが負傷欠場のため、急遽3人目の”X”として復帰が決定すると、T-Hawkとエル・リンダマンらとトリオを結成し、コスチュームも黒を基調としたロングタイツに一新。試合も吉岡が羆嵐から3カウントを奪取して勝利した。ユニット加入後はこれまで以上に挑発的なマイクに加え、アンディのマスクを剥いだりなどラフ殺法も駆使するようになる。
2019年に入ると積極的に他団体へ進出し、#STRONGHEARTSの一員としてCIMAと共にDDTプロレスリングのKO-Dタッグ王座に挑戦したり、古巣の全日本プロレスで行われたジュニアヘビー級のリーグ戦”2019 Jr. BATTLE OF GLORY”においてBブロックを1位通過して決勝に進出するなど他団体でも活躍を見せ始めていく。
2019年2月13日の後楽園ホール大会にて現クルーザー王者・児玉への挑戦権をかけたクルーザー級トーナメントのWRESTLE-1 CRUISER FES 2019に初出場（前年度はクルーザー王者だったため未出場）。同日1回戦でのアンディ戦を皮切りに、27日の新木場大会のメインで行われた準決勝でも前年度優勝のアレハンドロを倒して勝ち上がってきたトンドコロ隼を撃破して決勝進出。3月10日後楽園ホール大会にて行われた決勝戦は反対のブロックから勝ち上がってきたエル・イホ・デル・パンテーラとの試合中に顔面を負傷して流血するアクシデントに見舞われるも、新技クラッシュドライバーで勝利してトーナメントを制した。優勝者の権利として3月21日大田区大会での挑戦権獲得に成功するも、決勝戦での負傷の代償はあまりに大きく、鼻骨骨折と前歯の損傷と上顎の負傷により当面の間欠場が決定。大田区大会での児玉への挑戦者は準優勝のパンテーラが繰り上げとなった。
長期欠場を経て、2019年12月26日の後楽園ホール大会にて9月1日横浜文化体育館大会でアンディからベルトを奪取した第14代王者のパンテーラから勝利し、第15代王者として3度目のクルーザー王座戴冠。その後2020年1月から3月上旬にかけて行われたWRESTLE-1 CRUISER FES 2020を圧倒的な力で制した次期挑戦者ヒートを3月15日の大田区体育館大会で迎え撃ち、初防衛に成功。団体の活動停止が決まったため、同試合を最後に王座封印となったタイトルマッチを吉岡は、「このベルトを防衛することが俺なりのハッピーエンドです」と締め括り、これまでクルーザー戦線を第一線で引っ張り続けてきた選手としての意地を見せた。
2020年3月30日をもってWRESTLE-1活動停止に伴いフリーへ。4月1日に無観客試合で行われたWRESTLE-1最終興行をもって、#STRONGHEARTSから脱退（円満卒業）。

### プロレスリング・ノア
2020年4月18日、プロレスリング・ノアにてNOSAWA論外からの呼びかけで杉浦軍の新メンバーとして登場した。吉岡は大原はじめとタッグを組んで翌日にHAYATA&YO-HEYが保持するGHCジュニアヘビー級タッグ王座に挑戦するが、惜しくも敗戦となった。
2020年5月10日（配信日）、NOAH特設アリーナ大会で大原と組み小峠篤司&鈴木鼓太郎組と対決。現ジュニア王者の鈴木からエンドレスワルツで吉岡が丸め込まれ敗れたが、突如小峠が鈴木を裏切り、所属していたユニットであるスティンガーを脱退。さらに杉浦軍ジュニアの吉岡と大原を勧誘すると引き止めに登場したNOSAWAに延髄切りを繰り出し大原と共に杉浦軍から脱退直後に小峠と大原との3人でノアジュニアに新たな風を吹かすための新ユニットFULL THROTTLEを結成した（その後小峠は2020年9月に脱退、ほぼ同時期に入れ替わりでYO-HEYが加入）。ここから暫くの間ノアジュニアは各ユニット間での選手の入れ替わりや確執が怒涛のように巻き起こる事となる。
2020年11月6日、NOAHと1年間の選手契約を締結し、所属選手となる。
2021年2月13日、日本武道館大会にてGHCジュニアヘビー級タイトルマッチにて現王者の原田大輔を撃破し、第44代王者となる。試合後のバックステージで「ベルトを獲って、今は胸を張ってノアジュニアの一員だって言える」と締めくくった。
2021年5月21日、NOAHのTVマッチ『THE OVATION 2021 Day1』にて行われたHAYATA＆小川良成＆進佑哉組と吉岡＆大原＆YO-HEY組で行われた6人タッグマッチの試合終盤に突如YO-HEYに裏切りのバズソーキックを炸裂させてFULL THROTTLEを離脱しスティンガー入りを表明。その後大原はジュニア本隊に合流、YO-HEYもNOSAWAの一派（後のPERROS DEL MAL DE JAPON）に合流したためユニットは自然消滅。
2021年8月1日、広島サンプラザ大会にて進とのタッグでGHCジュニアタッグ王者の原田＆大原を撃破し王座奪取。第44代王者となる。試合後はプロレスデビューの地でもあった広島での王座奪取に感慨深げな様子を見せた。直後の8月5日に後楽園ホール大会にて行われた金剛のタダスケ＆亜烈破との初防衛戦を制するも、翌9月19日の後楽園ホール大会にて小峠＆大原に敗れ王座陥落。
2022年1月22日、エディオンアリーナ大阪第2競技場にて空位になっていたGHCジュニアタッグ新王者決定戦に進とのタッグで参戦し、小峠&大原組を撃破して第48代王者となるも、2月11日に右踵骨骨折のため王座返上。この頃から徐々にユニット内で誤爆や仲間割れが起こり始める。
2022年6月7日、後楽園ホール大会にてNOSAWA＆Eita＆鼓太郎が保持していたDRAGON GATEのオープン・ザ・トライアングルゲート王座に小川良成と進とのトリオで挑戦し王座奪取するも、翌日同会場にて行われた原田＆小峠＆YO-HEY組との初防衛戦に敗れてしまい王座転落。これまでの度重なる仲間割れからスティンガーを脱退し、無所属の状態で孤立していたが原田の呼びかけでジュニア本隊へ合流。9月25日の愛知県体育館大会にて小峠とのタッグで因縁の小川＆クリス・リッジウェイ組からGHCジュニアタッグ王座を奪取。第51代王者となる。
2023年10月27日熊本城ホールで自身のデビュー15周年記念大会と翌28日の福岡国際センター大会を最後に新しいチャレンジへの準備期間に向けて休業に入ると、やりたい事のひとつとしてフィジークの大会に参加するも入賞ならず。
2023年12月1日、今後の活動に向けてNOAHでのフルタイム参戦が難しくなったため退団を申請し、12月末でのNOAH退団が決定した。発表当日にX（旧twitter）にてフロントから快く送り出してもらえた事とNOAHでの約3年半の活動に感謝の言葉を綴った。2024年からは所属フリーで各団体へ積極的に参戦を開始。

### #STRONGHEARTS 再合流
2024年2月2日、GLEAT新宿大会のメインイベントで行われたSTRONGHEARTS対バルクオーケストラの６人タッグマッチに『STRONGEHARTS X』として登場。約4年ぶりにT-Hawkとリンダマンとトリオを組んで田村ハヤトとクワイエット・ストームとKAZMA SAKAMOTOを相手に最後は吉岡がKAZMAへのスクリュー・キックからの3カウントで勝利し、試合後のマイクにてSTRONGEHARTSへのユニット再合流が発表された。
同年6月24日、全日本プロレス後楽園ホール大会に参戦し、MUSASHIとのタッグ「むーちゃんせーちゃん」として佐藤光留＆田村男児組の持つアジアタッグ王座に挑戦し、奪取。全日本プロレスにおける初戴冠となった。

## 人物
父が脳外科医、母が消化器内科、2人の兄は消化器外科、心臓外科という医者一家に育ち、おじ、いとこなど親戚一同も医者である。吉岡の家には脳や消化器の写真が常にあり、以来、血が苦手になる。
お笑いコンビのニューヨークの嶋佐和也の弟が店長を担当している美容室に通っている。なお、嶋佐の弟もプロレスファンということもあり「プロレスラーの髪を切る夢が叶った」と語っている。

## 得意技
蹴り技が特に多く、イギリスでの武者修行を活かしての捲土重来なプロレスで観客を大いに沸かせる。

### フィニッシュ・ホールド
クラッシュドライバー
2019年より使用中の吉岡のフィニッシャー。
スタイルズクラッシュの体勢からパイルドライバーで相手をマットに突き刺す新技。
FUMIE
サーフボードストレッチから相手の頭部を踏みつける荒技。
スワントーンボム
clock strike
ゴリー・スペシャルの体勢から片腕のクラッチを解き、もう片方の腕を軸に相手の体を横回転させ、落ちてきた相手の顔面から腹にかけてニーアッパーを突き刺す。
SK（スライディング・キック）
トリガー

### 打撃技
トルネード・ストライク
スクリュー・キック。
四つん這い状態の相手に対し、サイドから大きく腕を振り回しながら後ろ向きでジャンプし錐揉み回転を加えて遠心力で勢いを増した右足を相手の後頭部、または背中へと振り下ろす。
クロックストライクス
相手の背中合わせで相手の腕を引きながらハイキックする技。
ゼロ戦キック
トラースキック
シザースキック
バズソーキック
仰向けになった相手の上半身を起こし、相手の左側頭部を振り抜いた右足の甲で蹴り飛ばす。
各種蹴り技
ローキック、ミドルキック、ハイキック、ローリング・ソバット

### 飛び技
ダイビング・ダブル・フットスタンプ
ミサイルキック
ラ・ケブラーダ

### 投げ技
スイングDDT
トルベジーノ
MADE IN JAPAN
みちのくドライバーII
フランケンシュタイナー
雪崩式リバースフランケシュタイナー
リバースフランケシュタイナー

### フォール技
ラ・マヒストラル

## タイトル歴
全日本プロレス
- 第71代世界ジュニアヘビー級王座
- 第124代アジアタッグ王座（パートナーはMUSASHI）

プロレスリングZERO1
- 第130代&第30代NWA世界&インターナショナルジュニアヘビー級王座
- NWAインターナショナルライトタッグ王座（パートナーは近藤修司）- 第17代（防衛1度、2014年11月7日 - 2015年3月1日）

プロレスリング華☆激
- 博多タッグ王座（パートナーはSUSUMU） - 第7代（防衛3度、2011年11月27日 - 2012年5月6日）

WRESTLE-1
- 第7・11・15代WRESTLE-1クルーザーディビジョン王座
- UWA世界6人タッグ王座：3回（パートナーは第47・49代黒潮"イケメン"二郎&中之上靖文→第51代アンディ・ウー&稲葉大樹）
- WRESTLE-1 CRUISER FES 優勝（2019年）

プロレスリング・ノア
- 第44代GHCジュニアヘビー級王座
- GHCジュニアヘビー級タッグ王座 - 第44代、第48代、第51代、第53代（パートナーは進祐哉→小峠篤司）
- スクランブルシャッフルタッグトーナメントNOAH&金剛 優勝（2023年）（パートナーは中嶋勝彦）

DRAGON GATE
- 第79代オープン・ザ・トライアングルゲート王座（パートナーは小川良成＆進祐哉）

オールスター・レスリング
- ブリティッシュ・ライトヘビー級王座

## メディア出演

### 舞台
- 撃弾☆ボディプレス『イキザマ』（2015年12月25日 - 27日、北千住シアター1010）[13]

### ウェブテレビ
- ぶるぺん（2017年、GYAO!）家族全員医者の薬剤師のプロレスラー[14]